# Stronger (Kelly Clarkson)
Stronger è il quinto album in studio della cantante statunitense Kelly Clarkson, pubblicato il 21 ottobre 2011 dalla RCA Records.

## Descrizione
La cantante ha cominciato a scrivere canzoni per l'album a novembre 2009, quando era ancora in tournée per la promozione del suo album All I Ever Wanted, e ha completato le registrazioni a febbraio 2011. La data di pubblicazione di Stronger è stata posticipata varie volte: era inizialmente previsto per l'autunno 2010, poi per marzo 2011, e infine per l'autunno 2011. L'album è entrato alla seconda posizione della classifica statunitense vendendo 163 000 copie nella sua prima settimana e alla quinta di quella britannica con 29 000 copie vendute. La settimana successiva è sceso alla decima posizione della classifica statunitense con un calo di vendite del 69% a 51.000.
L'edizione standard di Stronger contiene tredici tracce. Scaricando l'album da iTunes si potrà ottenere anche la traccia bonus Why Don't You Try. Dell'album è stata inoltre stampata un'edizione deluxe contenente tre tracce inedite e Don't You Wanna Stay, un duetto con il cantante country Jason Aldean pubblicato a novembre 2010. Acquistando l'album sul sito della Clarkson è possibile ricevere un EP intitolato The Smoakstack Sessions, che consiste nelle versioni acustiche di quattro tracce di Stronger e di una di All I Ever Wanted; contiene inoltre una cover del singolo I Can't Make You Love Me di Bonnie Raitt.

## Tracce
1. Mr. Know It All – 3:53 (Brian Seals, Ester Dean, Brett James, Dante Jones)
2. What Doesn't Kill You (Stronger) – 3:41 (Jörgen Elofsson, Ali Tamposi, David Gamson, Greg Kurstin)
3. Dark Side – 3:44 (Busbee, Alexander Geringas)
4. Honestly – 3:36 (Tom Shapiro, Robert Marvin, Catt Gravitt)
5. You Love Me – 4:04 (Kelly Clarkson, Josh Abraham, Oliver Goldstein)
6. Einstein – 2:59 (Kelly Clarkson, Toby Gad, Bridget Kelly, James Fauntleroy)
7. Standing in Front of You – 3:59 (Kelly Clarkson, Aben Eubanks)
8. I Forgive You – 3:04 (Rodney Jerkins, Andre Lindal, Lauren Christy)
9. Hello – 2:59 (Kelly Clarkson, Josh Abraham, Oliver Goldstein, Bonnie McKee)
10. The War Is Over – 3:57 (Toby Gad, Olivia Waithe)
11. Let Me Down – 3:24 (Kelly Clarkson, Chris DeStefano)
12. You Can't Win – 4:19 (Kelly Clarkson, Josh Abraham, Oliver Goldstein, Felix Bloxsom)
13. Breaking Your Own Heart – 3:48 (Jennifer Hanson, Michael Longenecker)

Tracce bonus nell'edizione deluxe
1. Don't You Wanna Stay – 4:20 (Jason Sellers, Paul Jenkins, Andy Gibson)
2. Alone – 3:01 (Josh Abraham, Oliver Goldstein, Bonnie McKee, Ryan Williams)
3. Don't Be a Girl About It – 3:27 (Kelly Clarkson, Brent Kutzle)
4. The Sun Will Rise – 3:33 (Kyle Jacobs, Danelle Leverett)

Traccia bonus (iTunes)
1. Why Don't You Try – 4:47 (Eric Hutchinson)

The Smoakstack Sessions
1. Hello (Versione acustica) – 3:06 (Kelly Clarkson, Josh Abraham, Oliver Goldstein, Bonnie McKee)
2. The War Is Over (Versione acustica) – 3:58 (Toby Gad, Olivia Waithe)
3. You Love Me (Versione acustica) – 4:05 (Kelly Clarkson, Josh Abraham, Oliver Goldstein)
4. The Sun Will Rise (Versione acustica) – 3:20 (Kyle Jacobs, Danelle Leverett)
5. If I Can't Have You (Versione acustica) – 3:40 (Kelly Clarkson, Ryan Tedder)
6. I Can't Make You Love Me (Versione acustica) – 3:57 (Mike Reid, Allen Shamblin)

## Classifiche
| Classifica (2011/2) | Posizione massima |
| ------------------- | ----------------- |
| Australia           | 3                 |
| Austria             | 20                |
| Belgio (Fiandre)    | 45                |
| Belgio (Vallonia)   | 57                |
| Canada              | 4                 |
| Francia             | 142               |
| Germania            | 14                |
| Giappone            | 59                |
| Irlanda             | 8                 |
| Italia              | 68                |
| Messico             | 85                |
| Nuova Zelanda       | 6                 |
| Paesi Bassi         | 16                |
| Polonia             | 64                |
| Regno Unito         | 5                 |
| Spagna              | 40                |
| Stati Uniti         | 2                 |
| Svezia              | 39                |
| Svizzera            | 12                |

### Classifiche di fine anno
| Classifica (2011) | Posizione |
| ----------------- | --------- |
| Australia         | 37        |
| Stati Uniti       | 126       |
| Classifica (2012) | Posizione |
| Stati Uniti       | 24        |
| Ungheria          | 16        |

## Date di pubblicazione
| Paese         | Data di pubblicazione | Etichetta  |
| ------------- | --------------------- | ---------- |
| Australia     | 21 ottobre 2011       | Sony Music |
| Belgio        | 21 ottobre 2011       | Sony Music |
| Irlanda       | 21 ottobre 2011       | Sony Music |
| Paesi Bassi   | 21 ottobre 2011       | Sony Music |
| Norvegia      | 21 ottobre 2011       | Sony Music |
| Austria       | 24 ottobre 2011       | Sony Music |
| Danimarca     | 24 ottobre 2011       | Sony Music |
| Finlandia     | 24 ottobre 2011       | Sony Music |
| Francia       | 24 ottobre 2011       | Sony Music |
| Grecia        | 24 ottobre 2011       | Sony Music |
| Nuova Zelanda | 24 ottobre 2011       | Sony Music |
| Portogallo    | 24 ottobre 2011       | Sony Music |
| Svezia        | 24 ottobre 2011       | Sony Music |
| Regno Unito   | 24 ottobre 2011       | RCA        |
| Stati Uniti   | 24 ottobre 2011       | RCA        |
| Canada        | 25 ottobre 2011       | Sony Music |
| Spagna        | 25 ottobre 2011       | Sony Music |
| Giappone      | 26 ottobre 2011       | Sony Music |
| Germania      | 28 ottobre 2011       | Sony Music |